# Pilot (episodio de Los 100)
Pilot es el primer episodio y estreno de la primera temporada de la serie de televisión estadounidense de ciencia ficción y drama Los 100. El episodio fue escrito por el creador de la serie Jason Rothenberg y dirigido por Bharat Nalluri. Fue estrenado el 19 de marzo de 2014 en Estados Unidos por la cadena The CW.
Noventa y siete años atrás, la Tierra fue destruida por una guerra nuclear. Solo cuatrocientas personas lograron salvarse en doce naves que fueron enviadas al espacio. En el presente, las doce naves están conectadas como una sola llamada El Arca, que ha visto incrementar su población a casi cuatro mil personas, lo que ha derivado en la escasez de alimentos. Las autoridades del Arca han tomado medidas como el control de natalidad y la pena de muerte para garantizar su supervivencia. En secreto, han enviado a un grupo de cien jóvenes delincuentes a la Tierra para averiguar si el planeta es habitable nuevamente. Para los chicos es un planeta totalmente desconocido y deben hacer a un lado sus diferencias para enfrentar los peligros y asegurar la supervivencia de la raza humana y la de ellos mismos, cuando descubren que no están solos.

## Argumento
Noventa y siete años atrás, la Tierra fue destruida por una guerra nuclear. Solo cuatrocientas personas lograron salvarse en doce naves que fueron enviadas al espacio. En el presente, las doce naves están conectadas como una sola llamada El Arca, que ha visto incrementar su población a casi cuatro mil personas, lo que ha derivado en la escasez de alimentos. Las autoridades del Arca han tomado medidas como el control de natalidad y la pena de muerte para garantizar su supervivencia. Aquellos que delinquen y son mayores de dieciocho años, son ejecutados, siendo expulsados de la nave, mientras que los menores de edad permanecen encerrados sea un delito mayor o menor.
Clarke Griffin, que ha permanecido encerrada y aislada del resto porque junto a su padre -que fue ejecutado- ha descubierto un secreto guardado por el Concejo y habría decidido contárselo al resto de los habitantes; Abigail, la madre de Clarke le explica que será enviada a la Tierra, ya que el Concejo del Arca ha decidido enviar a la Tierra a un grupo de cien delincuentes juveniles para averiguar si el planeta es habitable nuevamente -y como una manera de ganar un poco más tiempo antes de que la situación se vuelva crítica.
Cuando Clarke despierta ella se encuentra en una nave rumbo a la Tierra. Clarke descubre que Wells Jaha también está en la nave. Clarke exige saber por qué. Él revela que se hizo arrestar. Cuando chocan contra la atmósfera de la Tierra un mensaje del Canciller Jaha aparece y les explica que ellos fueron enviados a la Tierra porque son prescindibles. También menciona que si cooperan serán perdonados sus crímenes, además les informa que aterrizarán cerca de una base militar conocida como Mount Weather, donde encontrarán provisiones. De vuelta en el Arca, los ciudadanos exigen respuestas ya que descubrieron que una nave fue lanzada y quieren saber si sus hijos van en ella. Callie Cartwig les explica que no pueden confirmar ni negar nada en este momento y se aleja.
En la nave, Finn Collins se libera de los cinturones de seguridad y se presenta con Clarke, quien le advierte el peligro que corre una vez que los paracaídas de la nave se abran. En su lugar, otros dos delincuentes se liberan golpeándose cuando los paracaídas se abren, provocando que la nave pierda todo contacto con el Arca. Ahí, el concejal Kane cree que los Cien pudieron haber muerto, sin embargo, Abby le dice que deben guiarse por las pulseras que portan los chicos y transmiten sus signos vitales. De vuelta a la nave, los dos seguidores de Finn mueren y Octavia y Bellamy se reencuentran y éste permite que su hermana sea la primera persona en poner un pie en tierra firme. Clarke descubre que la nave aterrizó en el lugar incorrecto y deben cruzar el bosque para llevar a Mount Weather.
Clarke le dice a Wells que necesitan llegar a Mount Weather y ha trazado una ruta para hacerlo. Jasper se acerca a ellos pero Wells lo aleja, Murphy ataca a Wells pero Finn se interpone, declarando que ayudará a Clarke a llegar a la base militar, sin embargo, Bellamy se opone a que todo el grupo vaya. Finn agrega a Jasper y Monty a la expedición y Octavia se ofrece como voluntaria, yendo en contra de su hermano. En el Arca, Abby es informada que el canciller Jaha fue herido gravemente. El comandante Shumway informa a Kane que Bellamy es el responsable del atentado contra el canciller y lo acusa de colarse en la nave de los Cien. Kane ordena a Shumway encontrar a quien haya ayudado a Bellamy a colarse a la nave.
Abby intenta salvar la vida del canciller y decide administrar más anestesia y sangre de la permitida por las reglas, De vuelta en la Tierra, Clarke, Finn, Octavia, Jasper y Monty descubren los efectos de la radiación en los animales. Octavia es atacada por un animal marino y es rescatada por Jasper. En el campamento, Bellamy se alía con Murphy para hacer creer al Arca que la vida en la Tierra aún no es posible y convence al resto del grupo de quitarse las pulseras para hacerlo, sin embargo, Wells se niega. En el Arca, Abby es arrestada por Kane, en funciones de canciller interino y condenada a muerte por suministrar más de la dosis permitida al canciller Jaha. Cece intenta intervenir y le ruega a Kane que exonere a Abby pero éste se niega a hacerlo.
Al día siguiente, Abby es preparada para su ejecución y le dice a Jackson que las pulseras de los Cien pueden servir para restablecer la comunicación entre el Arca y la Tierra. Cuando todo está preparado para eyectarla, el canciller Jaha aparece y le otorga el perdón. En la tierra, Clarke, Octavia, Jasper, Finn y Monty llegan a la orilla del río cercano a la base militar. Jasper se ofrece a ir en primer lugar para impresionar a Octavia, pero cuando se separa del grupo es herido gravemente por desconocidos, descubriendo así que los Cien no se encuentran solos en el planeta.

## Elenco
- Eliza Taylor como Clarke Griffin.
- Paige Turco como la concejal Abigail Griffin.
- Thomas McDonell como Finn Collins.
- Eli Goree como Wells Jaha.
- Marie Avgeropoulos como Octavia Blake.
- Bob Morley como Bellamy Blake.
- Kelly Hu como Callie "Cece" Cartwig.
- Christopher Larkin como Monty Green.
- Devon Bostick como Jasper.
- Isaiah Washington como el canciller Thelonious Jaha.
- Henry Ian Cusick como el concejal Marcus Kane.

## Continuidad
- Además de los personajes principales, el episodio marca la primera aparición de Murphy, Shumway, Jackson y Sinclair.
- Cien delincuentes juveniles son enviados a la Tierra para comprobar si es habitable nuevamente.
- Se revela que Bellamy viajó como polizón en la nave enviada a la Tierra.
- Durante el aterrizaje, dos jóvenes mueren.
- Octavia es la primera persona de la nave en pisar tierra firme.
- Los cien tienen instrucción de llegar a un lugar llamado Mount Weather pero son incapaces de hacerlo debido a que son atacados.
- Jasper es capturado por los atacantes.

- Originalmente, Jasper era asesinado en el episodio piloto.

## Banda sonora
| N.º | Intérprete       | Título            | Álbum         |
| --- | ---------------- | ----------------- | ------------- |
| 1   | Imagine Dragons  | «Radioactive»     | Night Visions |
| 2   | Ben Howard       | «Promise»         | Every Kingdom |
| 3   | Youngblood Hawke | «We Come Running» | Wake Up       |

## Desarrollo

### Producción
En enero de 2013, The CW anunció que ordenó la realización de un piloto basado en el libro de Kass Morgan, Los 100. El 9 de mayo, fue anunciado que la cadena recogería el piloto para desarrollar una serie para la temporada 2013-2014. Finalmente, el 12 de junio fue revelado que el estreno de la serie sería relegado para la mitad de la temporada.

### Casting
El 28 de febrero de 2013, fueron anunciados Eliza Taylor como Clarke, la líder del grupo que es enviado a la Tierra; Marie Avgeropoulos como Octavia, una hija nacida ilegalmente que vive cautiva; Henry Ian Cusick como el concejal Kane, Bob Morley como Bellamy, el hermano de Octavia y Eli Goree como Wells Jaha. En marzo de 2013, fueron anunciadas las incorporaciones de Paige Turco como Abbie, la madre de Clarke;  Isaiah Washington, como Jaha, el líder de los sobrevivientes; Christopher Larkin como Monty, quien usa su inteligencia y sentido del humor para ayudar a Clarke y Kelly Hu como "Cece" Cartwig, la jefa de comunicaciones en la estación espacial. Thomas McDonell como Finn y Devon Bostick como Jasper fueron anunciados pocos días después.

## Recepción

### Recepción de la crítica
Eric Goldman de IGN calificó al episodio como grandioso y le otorgó una puntuación de 8.0, comentando: "La nueva serie de ciencia ficción de The CW Los 100 tuvo un comienzo prometedor", y señala como puntos positivos que posee "efectos visuales fuertes tanto en la Tierra como en el espacio, así como un escenario que te atrae" y aplaude el "bonito enfrentamiento moral establecido en el Arca". También cree que "los personajes adolescentes no dieron una buena impresión todavía" y que en ciertos momentos fueron "tontos y excesivamente expositivos en un principio".

### Recepción del público
El episodio piloto y estreno de la serie, fue visto por 2.73 millones de espectadores, recibiendo 0.9 millones entre los espectadores entre 18-49 años. Es considerado el estreno más visto de una serie en su franja horaria en The CW desde Life Unexpected, en el 2010.